# Bocșa (okręg Vâlcea)
Bocșa – wieś w Rumunii, w okręgu Vâlcea, w gminie Măciuca. W 2011 roku liczyła 189 mieszkańców.